# Кейп-Неддік (Мен)
Кейп-Неддік (англ. Cape Neddick) — переписна місцевість (CDP) в США, в окрузі Йорк штату Мен. Населення — 3037 осіб (2020).

## Географія
Кейп-Неддік розташований за координатами 43°10′19″ пн. ш. 70°37′25″ зх. д. / 43.17194° пн. ш. 70.62361° зх. д. (43.171986, -70.623743).  За даними Бюро перепису населення США в 2010 році переписна місцевість мала площу 10,27 км², з яких 9,65 км² — суходіл та 0,62 км² — водойми.

## Демографія
Згідно з переписом 2010 року, у переписній місцевості мешкало 2568 осіб у 1221 домогосподарстві у складі 762 родин. Густота населення становила 250 осіб/км².  Було 3503 помешкання (341/км²).
Расовий склад населення:
| - 98,2 % — білих - 0,3 % — чорних або афроамериканців - 0,2 % — азіатів - 0,1 % — корінних американців |

До двох чи більше рас належало 0,9 %. Частка іспаномовних становила 1,1 % від усіх жителів.
За віковим діапазоном населення розподілялося таким чином: 15,1 % — особи молодші 18 років, 57,3 % — особи у віці 18—64 років, 27,6 % — особи у віці 65 років та старші. Медіана віку мешканця становила 54,1 року. На 100 осіб жіночої статі у переписній місцевості припадало 87,3 чоловіків;  на 100 жінок у віці від 18 років та старших — 84,9 чоловіків також старших 18 років.
Середній дохід на одне домашнє господарство  становив 102 129 доларів США (медіана — 69 194), а середній дохід на одну сім'ю — 101 431 долар (медіана — 84 859). За межею бідності перебувало 7,3 % осіб, у тому числі 15,0 % дітей у віці до 18 років та 9,1 % осіб у віці 65 років та старших.
Цивільне працевлаштоване населення становило 1301 особа. Основні галузі зайнятості: освіта, охорона здоров'я та соціальна допомога — 23,8 %, роздрібна торгівля — 17,4 %, мистецтво, розваги та відпочинок — 12,8 %, виробництво — 11,5 %.